# 350er v. Chr.
Portal Geschichte | Portal Biografien | Aktuelle Ereignisse | Jahreskalender | Tagesartikel

◄ |
1. Jahrtausend v. Chr. |

◄ |
5. Jh. v. Chr. |
4. Jahrhundert v. Chr. |
3. Jh. v. Chr. |
►

◄ | 380er v. Chr. | 370er v. Chr. | 360er v. Chr. | 350er v. Chr. |
340er v. Chr. |
330er v. Chr. |
320er v. Chr. |
►

359 v. Chr. |
358 v. Chr. |
357 v. Chr. |
356 v. Chr. |
355 v. Chr. |
354 v. Chr. |
353 v. Chr. |
352 v. Chr. |
351 v. Chr. |
350 v. Chr.

## Ereignisse
- 359 v. Chr.: Philipp II. wird König von Makedonien.
- 357 bis 355 v. Chr.: Bundesgenossenkrieg; er endet mit der Unabhängigkeit von Chios, Rhodos, Kos und Byzantion von Athen.
- 356 v. Chr.: Die Makedonier dürfen erstmals an den Olympischen Spielen teilnehmen.
- 356 v. Chr.: Herostratos verbrennt den Tempel der Artemis in Ephesos.
- 354 v. Chr.: Römisch-Samnitisches Bündnis gegen Gallier und andere Nachbarn (Campaner, Aurunker, Volsker).